# ديتو
ديتو (بالبرتغالية: Eduardo Mendes‏) هو مدرب كرة قدم ولاعب كرة قدم برتغالي في مركز الدفاع، ولد في 18 يناير 1962 في برسلش في البرتغال، وتوفي في 3 سبتمبر 2020 في Monção ‏ في البرتغال. شارك مع منتخب البرتغال تحت 21 سنة لكرة القدم ومنتخب البرتغال لكرة القدم. أما مع النوادي، فقد لعب مع سبورتينغ براغا وفيتوريا سيتوبال ونادي بنفيكا ونادي بورتو ونادي جل فيسنتي.

## وصلات خارجية
- ديتو على موقع قاعدة بيانات كرة القدم.إي يو (الإنجليزية)
- ديتو على موقع ناشيونال فوتبول تيمز (الإنجليزية)